# Nuova Zelanda ai XX Giochi olimpici invernali
La Nuova Zelanda ha partecipato ai XX Giochi olimpici invernali di Torino, che si sono svolti dal 10 al 26 febbraio 2006, con una delegazione formata da 17 atleti, 12 uomini e 5 donne.

## Bob
| Gara                   | Equipaggio                                           | Manche 1            | Manche 2            | Manche 3            | Manche 4            | Totale              | Posizione           |
| ---------------------- | ---------------------------------------------------- | ------------------- | ------------------- | ------------------- | ------------------- | ------------------- | ------------------- |
| Bob a due maschile     | Mathew Dallow Alan Henderson                         | 56"61               | 56"79               | 57"46               | non qualificato     |                     | 23                  |
| Bob a quattro maschile | Mathew Dallow Alan Henderson Aaron Orangi Angus Ross | Non prendono il via | Non prendono il via | Non prendono il via | Non prendono il via | Non prendono il via | Non prendono il via |

## Curling

### Torneo maschile
La squadra è stata composta da:
- Sean Becker (skip)
- Hans Frauenlob
- Dan Mustapic
- Lorne Depape
- Warren Dobson (alternate)

#### Prima fase
| Sessione | Squadre       | Finale | 1 | 2 | 3 | 4 | 5 | 6 | 7 | 8 | 9 | 10 | 11 |
| -------- | ------------- | ------ | - | - | - | - | - | - | - | - | - | -- | -- |
| 1        | Nuova Zelanda | 3      | 0 | 0 | 0 | 1 | 0 | 1 | 0 | 1 | 0 | 0  |    |
| 1        | Svezia        | 6      | 0 | 0 | 1 | 0 | 3 | 0 | 1 | 0 | 1 | 0  |    |
| 2        | Regno Unito   | 9      | 0 | 1 | 4 | 0 | 0 | 0 | 3 | 0 | 2 | X  |    |
| 2        | Nuova Zelanda | 5      | 1 | 0 | 0 | 0 | 2 | 1 | 0 | 1 | 0 | X  |    |
| 4        | Stati Uniti   | 10     | 0 | 2 | 2 | 0 | 2 | 1 | 0 | 3 | X | X  |    |
| 4        | Nuova Zelanda | 4      | 2 | 0 | 0 | 0 | 0 | 0 | 2 | 0 | X | X  |    |
| 5        | Finlandia     | 6      | 0 | 0 | 2 | 0 | 0 | 0 | 2 | 0 | 0 | 2  |    |
| 5        | Nuova Zelanda | 5      | 0 | 2 | 0 | 0 | 1 | 1 | 0 | 1 | 0 | 0  |    |
| 6        | Svizzera      | 9      | 2 | 0 | 0 | 0 | 2 | 0 | 1 | 3 | 0 | 1  |    |
| 6        | Nuova Zelanda | 7      | 0 | 2 | 0 | 1 | 0 | 2 | 0 | 0 | 2 | 0  |    |
| 8        | Nuova Zelanda | 5      | 0 | 1 | 0 | 1 | 0 | 0 | 1 | 0 | 1 | 1  | 0  |
| 8        | Italia        | 6      | 0 | 0 | 2 | 0 | 2 | 0 | 0 | 1 | 0 | 0  | 1  |
| 9        | Norvegia      | 9      | 0 | 2 | 0 | 0 | 3 | 0 | 1 | 0 | 2 | 1  |    |
| 9        | Nuova Zelanda | 6      | 1 | 0 | 1 | 0 | 0 | 2 | 0 | 2 | 0 | 0  |    |
| 10       | Nuova Zelanda | 1      | 0 | 0 | 0 | 0 | 1 | 0 | 0 | X | X | X  |    |
| 10       | Canada        | 9      | 1 | 1 | 0 | 1 | 0 | 3 | 3 | X | X | X  |    |
| 12       | Nuova Zelanda | 1      | 0 | 1 | 0 | 0 | 0 | 0 | X | X | X | X  |    |
| 12       | Germania      | 10     | 2 | 0 | 3 | 2 | 2 | 1 | X | X | X | X  |    |

Classifica
| Squadre       | G | V | P |
| ------------- | - | - | - |
| Finlandia     | 9 | 7 | 2 |
| Canada        | 9 | 6 | 3 |
| Stati Uniti   | 9 | 6 | 3 |
| Regno Unito   | 9 | 6 | 3 |
| Norvegia      | 9 | 5 | 4 |
| Svizzera      | 9 | 5 | 4 |
| Italia        | 9 | 4 | 5 |
| Svezia        | 9 | 3 | 6 |
| Germania      | 9 | 3 | 6 |
| Nuova Zelanda | 9 | 0 | 9 |

## Sci alpino
| Gara   | Atleta      | 1° manche | 2° manche | Tempo totale | Posizione |
| ------ | ----------- | --------- | --------- | ------------ | --------- |
| Slalom | Mickey Ross | 1'03"30   | 54"50     | 1'57"80      | 31        |

| Gara    | Atleta          | 1° manche  | 2° manche | Tempo totale | Posizione |
| ------- | --------------- | ---------- | --------- | ------------ | --------- |
| Slalom  | Nicola Campbell | 45"90      | 50"92     | 1'36"82      | 35        |
| Slalom  | Erika Mcleod    | 47"96      | 52"61     | 1'40"57      | 40        |
| Gigante | Nicola Campbell | non finito |           |              |           |
| Gigante | Erika Mcleod    | non finito |           |              |           |

## Skeleton
| Gara              | Atleta          | Manche 1 | Manche 2 | Totale  | Posizione |
| ----------------- | --------------- | -------- | -------- | ------- | --------- |
| Singolo maschile  | Ben Sandford    | 59"16    | 58"60    | 1'57"76 | 10        |
| Singolo femminile | Louise Corcoran | 1'01"06  | 1'02"03  | 2'03"09 | 12        |

## Snowboard
| Gara               | Atleta         | Qualificazioni | Qualificazioni | Semifinali | Semifinali | Finale    | Finale    |
| Gara               | Atleta         | Punteggio      | Pos.           | Punteggio  | Pos.       | Punteggio | Posizione |
| ------------------ | -------------- | -------------- | -------------- | ---------- | ---------- | --------- | --------- |
| Halfpipe maschile  | Mitchell Brown | 16,3           | 33             | 28,3       | 19         |           | 25        |
| Halfpipe femminile | Juliane Bray   | 17,1           | 23             | 32,2       | 10         |           | 16        |
| Halfpipe femminile | Kendal Brown   | 22,2           | 18             | 22,4       | 18         |           | 24        |

| Gara                      | Atleta       | Qualificazioni | Qualificazioni | Ottavi | Quarti | Semifinali | Finale |
| ------------------------- | ------------ | -------------- | -------------- | ------ | ------ | ---------- | ------ |
| Snowboard cross femminile | Juliane Bray | 1'34"91        | 45             |        |        |            | 20     |